# M.J. Wallmann
Martin Johannes C. Wallmann (13. januar 1877 i Brønshøj – 26. marts 1951) var en dansk civilingeniør, der fra 1919 til 1947 var administrerende direktør for Jydsk Telefon.
Wallmann var søn af lervarefabrikant Franz Carl Johan Heinrich Wallmann og Dorothea Maria Sophia født Mundt. Han blev exam.polyt. i 1894 og cand.polyt. fra Den Polytekniske Læreanstalt i 1900 og blev året efter sekondløjtnant i Ingeniørkorpset, og blev i 1903 ingeniørassistent ved Telegrafvæsenet. I 1907 blev han telegrafingeniør, og i 1910 chef for 2. Ingeniørdistrikt. I 1919 blev han administrerende direktør for Jydsk Telefon, hvilket han var helt til 1947.
Han var desuden i perioden 1920-1947 medlem af Dansk Arbejdsgiverforenings repræsentantskab, medlem af Den militære Telegraf- og Telefonkommission, formand for Dansk Ingeniørforenings afdeling for Aarhus og omegn 1927-31, formand for A/S Aarhus Redningskorps 1927-35 samt medlem af repræsentantskabet for Aarhuus Privatbank. Desuden sad han i bestyrelsen for Aarhus Philharmoniske Selskab og var i forretningsudvalget for Aarhus Byorkester. Han var Kommandør af 1. grad af Dannebrogordenen og Dannebrogsmand.
Wallmann blev 13. maj 1912 gift med Ella Elisabeth Meyer i Sions Kirke i København. Hun var datter af direktør for Statstelegrafen Niels Meyer og Catarina Elisabeth født Tuxen.